# Cryptochondria
Cryptochondria is een geslacht van eenoogkreeftjes uit de familie van de Chondracanthidae. De wetenschappelijke naam is voor het eerst geldig gepubliceerd in 1971 door Izawa.

## Soorten
- Cryptochondria tricaudata Izawa, 1971